# 관하
관하(灌何, ? ~ 기원전 148년) 또는 관아(灌阿)는 전한 전기의 제후로, 개국공신 관영의 아들이다.

## 생애
문제 5년(기원전 175년), 관영의 뒤를 이어 영음후(潁陰侯)에 봉해졌다.
영음평후 28년(기원전 148년)에 죽으니 시호를 평이라 하였고, 아들 관강이 작위를 이었다.

## 출전
- 사마천, 《사기》 권18 고조공신후자연표·권95 번역등관열전
- 반고, 《한서》 권16 고혜고후문공신표

| 전임 아버지 영음의후 관영 | 전한의 영음후 기원전 175년 ~ 기원전 148년 | 후임 아들 관강 |